# 第一次怪獣ブーム
第一次怪獣ブーム  （だいいちじかいじゅうブーム）とは、テレビ番組『ウルトラQ』や『ウルトラマン』の影響で、巨大な「怪獣」が登場する特撮テレビ番組が相次いで制作され、児童を主体として爆発的に怪獣がブームとなった日本の社会現象である。期間としては1966年（昭和41年）から1968年（昭和43年）頃とされる。

## 概要
1966年（昭和41年）、東宝で怪獣映画「ゴジラシリーズ」を生み出していた円谷英二によって設立された円谷特技プロダクションが、TBSで『ウルトラQ』の放映を開始した。それまでは映画でしか見られなかった怪獣たちがこれを皮切りに毎週テレビに登場するようになったことや、『マグマ大使』（フジテレビ）や『ウルトラマン』（TBS）の放映が開始されたことにより、子供たちの間に「怪獣ブーム」と呼ばれる爆発的な社会現象となったものである。
この社会現象は当時、マスコミによって「怪獣ブーム」と名づけられたが、「第一次怪獣ブーム」との呼称で文献に現れるのは、1979年（昭和54年）発行の『別冊てれびくん1・ウルトラマン』（小学館刊）、『空想特撮映像の素晴らしき世界・ウルトラマンPART2』（朝日ソノラマ刊）、『大特撮』（有文社刊）からである。1971年（昭和46年）から始まる「第二次怪獣ブーム」は等身大ヒーローが主流となっており、当時のマスコミは「変身ブーム」と呼んでいた。
以後、出版物や玩具市場にも怪獣関連商品が立ち並び、テレビ・映画界では各社こぞって怪獣の登場する作品を制作していった。主な製作会社は円谷特技プロ、ピー・プロダクション、東映など。当時はまだカラーテレビが普及しておらず、作品はカラー、モノクロを問わなかった。『ウルトラQ』に続く番組枠では、東映が『ウルトラマン』の後番組として巨大怪獣の登場する『キャプテンウルトラ』を制作し、本家の円谷特技プロはさらに作品を『ウルトラセブン』に継続させ、ブームの屋台骨となった。
また、『ウルトラマン』が決定づけた「変身する巨大ヒーロー」の意匠は、東映による巨大ロボットを主役とした『ジャイアントロボ』で巨大な怪獣と互角に戦う巨大ロボットヒーローのバリエーションも生み、話題となった。
これらの作品はどれも高視聴率を獲得し、大いにブームを過熱させた。しかし、当時は商品化ビジネスが確立しておらず、特撮番組に必要な莫大な製作費は制作プロダクションに高負担を強いることとなり、『ジャイアントロボ』に至っては第13話で番組期間延長が決定したが、第26話で放送終了となった。

## 社会への影響
このブームに、「怪獣」という用語は子供たちだけでなく、大人たちもこぞって使う言葉となった。教育評論家の阿部進はブーム以降、自らを怪獣化して「カバゴン」と名乗り、主題歌まで作られている。子供の教育に熱心な「教育ママ」は、「ママゴン」という怪獣に喩えられた。以後、子供たちの遊びは「忍者ごっこ」、「チャンバラごっこ」から、「怪獣ごっこ」にとって代わられていった。また、ブーム後の1970年（昭和45年）に開催された大阪万博の巨大ジェットコースターには、「ダイダラザウルス」という怪獣名がつけられている。

## 他分野への影響
空前絶後の「怪獣ブーム」はテレビや映画における特撮以外の児童向けフィクション作品にまで波及し、東映京都撮影所制作の『仮面の忍者 赤影』は、忍者を題材とした児童向け時代劇作品であるのにもかかわらず、ブームを意識して巨大怪獣を登場させた。
アニメ業界においても、アニメ映画『サイボーグ009』の副題が「怪獣戦争」とされ、妖怪漫画に分類される『ゲゲゲの鬼太郎』でも原作およびアニメに怪獣並に巨大な敵妖怪（がしゃどくろ等）が登場し、怪獣そのものをキャラクター化したタツノコプロの『おらぁグズラだど』やピープロの『ちびっこ怪獣ヤダモン』が放映されるなど、このブームはメディアを超えて様々な影響を与えていた。
また、1967年（昭和42年）には「キングコング・ブーム」というものを東宝が仕掛け、1962年（昭和37年）に公開した映画である『キングコング対ゴジラ』の為に取得したキングコングのライセンス契約が切れる直前による副産物と怪獣ブームの相乗効果を狙ってのことであった。具体的に日本制作の海外向け逆輸入テレビアニメの買い付け放映と、キャラクター設定を共通させた映画『キングコングの逆襲』とのメディアミックス企画で構成されていた。

## 映画界への影響
テレビから始まった「社会現象」としてのこの怪獣ブームは映画界にも波及した。
大映は、東宝の怪獣映画に対抗して1965年（昭和40年）に独力で『大怪獣ガメラ』を製作して大ヒットを飛ばしていたが、翌1966年（昭和41年）には『大怪獣決闘 ガメラ対バルゴン』と『大魔神』の二本立て興行を行い、ドル箱シリーズとした。
当時邦画は斜陽期を迎え、軒並み興行成績が低下していたこともあり、大映のこの『ガメラシリーズ』の好調を商機と捉え、1967年（昭和42年）には日活が『大巨獣ガッパ』、松竹が『宇宙大怪獣ギララ』を制作するなど、畑違いの映画会社までが参戦。海外セールスに有利な「怪獣映画」は政府もドル箱として有効性を認め、これらの映画制作に「社団法人・映画輸出振興協会」が「輸出映画産業振興金融措置」として融資を行う過熱ぶりだった。
ゴジラ映画やこれらの怪獣映画に顕著なのは、観客層をそれまでの一般層から、「怪獣ブーム」の主体である低年齢層に絞っていることである。「ミニラ」や「ギララ」、「バイラス」といった怪獣の名前は、少年週刊誌で懸賞公募され、命名式には多数の子供たちが招かれた。

## 商品展開
ブームの草分け『ウルトラQ』の番組宣伝は、大手広告代理店の宣弘社によって大々的に行われ、『ウルトラQ』に始まる怪獣ブームは日本全国を席巻していった。

### 出版界
『ウルトラQ』をはじめとするこれらの作品は、『週刊少年マガジン』など子供漫画雑誌でもこぞって採り上げられ、番組を漫画化した「怪獣漫画」というジャンルを生み出した。内田勝編集長による後押しのもと、『ウルトラマン』が週刊少年マガジンで連載された時期の同誌の売り上げは史上初の100万部を突破し、その効果は甚大なものであった。
出版社もタイアップ企画に積極的に動き、講談社は『ウルトラマン』、小学館は『キャプテンウルトラ』などとそれぞれの番組の独占掲載権を獲得、各社によってカラーの違った特集記事が派手に展開された。また、漫画形式とは別に、小松崎茂、梶田達二、南村喬之、前村教綱といった画家たちにより、それまでの「戦記イラスト」の流れを汲んだ特集として、詳細なイラストによるグラビア図解が各週刊漫画雑誌の毎号の誌面を彩った。これらの画家による絵物語形式の「図鑑」も各社はこぞって刊行し、ケイブンシャは劇中フィルムから焼いた原版から、写真主体の怪獣図鑑を発行した。徳仁親王も怪獣図鑑を購入したことで話題となった。
この時期に生まれたジャンルとして特筆されるのは、大伴昌司による「怪獣の内部図解」という企画だった。円谷作品を中心に、怪獣の内部構造を奔放なイメージで上記の画家たちのイラストを基に解説するこの「解剖図」は大評判となった。しかし、のちに肝心の円谷特技プロから反発を受けることとなっている。
漫画や児童書のみならず、『週刊朝日』など一般向け雑誌でも怪獣特集が組まれた。

### 音楽界
『ウルトラマン』の主題歌レコードがミリオンセラーとなったほか、怪獣の活躍する音源ドラマが「ソノシート」として朝日ソノラマなどから多数リリースされた。東宝や東映映画のソノシートなどでは、貴重な映画オリジナルの配役・楽曲で構成されたものも多い。

### 玩具・日用品
玩具市場では、それまでのブリキ人形に代わり、マルサンによってソフトビニールという新素材による安価な人形玩具が登場し、これも玩具界を席巻した。また、怪獣やヒーロー、メカを題材にした「プラモデル」も多数発売された。
遊びの現場としてはこの時代はまだまだめんこが子供たちの主流にあり、怪獣番組のキャラクターを使っためんこやブロマイドが多数発売されていた。また、「怪獣ごっこ」のアイテムとして「キャラクターお面」が登場し、ヒーローたちのお面は縁日の屋台の定番となった。
また、ブーム主体の児童たちに向け、ヒーローや怪獣のキャラクターのイラストなどをプリントした鞄、水筒、筆箱、鉛筆などの学用品、茶碗や皿、靴といった日用品に到るまで、子供のいる家庭内に怪獣が溢れ返る状況となった。
これらの商品に共通しているのは、商標登録していない「ニセモノ」が多かったことである。当時はまだ著作権意識のあいまいな時代であり、制作プロダクションも商品化ビジネスをあまり重要視していなかったのである。
1966年（昭和41年）年末から1967年（昭和42年）正月期には、凧、独楽、双六、かるたといった各種定番玩具を怪獣キャラクターが席捲した。以後、キャラクター玩具の「クリスマス・正月商戦」は業界で重要な商機となった。

## アトラクション興行
怪獣を展示・実演させる「アトラクション」の先駆けは、前年1965年（昭和40年）に東京のデパート松屋屋上で行われたゴジラの実演ショーである。中島春雄本人がゴジラを演じたこのイベントの盛況ぶりは、当時撮影された8㎜フィルムの映像で確認できる。
本格的な展示形態のイベントとしては、円谷特技プロダクションが1966年（昭和41年）の3月26日から4月3日にかけて松屋館内で『ウルトラQ』怪獣を展示した『春休み子供大会　大怪獣ウルトラQの大行進』が初めてである。当初、円谷特技プロ社長の円谷英二は、大切な小道具である怪獣のぬいぐるみを見世物化するアトラクション公開に反対の立場をとっていた。『ウルトラQ』に始まる公開展示型のアトラクションショーが実現した背景には、ひとえにTBSの栫井プロデューサーによる説得があった。
「実演ショー」としては、満田かずほによれば、円谷特技プロそばの保育園から怪獣のぬいぐるみの貸し出し依頼があり、菓子折の返礼を受けたことが最初期の事例で、この怪獣たちの内部演技は自衛隊員などが受け持ったが、まるで人格が変わったように生き生きと動きまわる彼らを見て、ここから怪獣たちを遊園地などに貸し出すというアイディアが生まれ、「アトラクション・ショー」に発展していったという。遊園地での「怪獣ショー」は、同年4月17日に多摩テックで開催された『ウルトラQ大会』が初である。
『ウルトラQ』、『ウルトラマン』では、放映局のTBSは貸出怪獣の管理は円谷特技プロに一任したが、ブームの過熱期にはTBS自らもアトラクション用の怪獣の制作を高山良策に発注するほどの盛況ぶりであった。翌1967年（昭和42年）7月には松屋デパートで「ウルトラシリーズ」第三弾『キャプテンウルトラ』の「怪獣七夕祭り」がTBSの主催によって開催され、怪獣の展示に合わせ、出演者のトークショーが行われた。当時の新聞は、「アカネ隊員役の城野ゆきが子供たちに大人気で、ステージから引っ張り降ろされる騒ぎ」とその盛況ぶりを伝えている。
同ブーム期では、後年の「第二期ブーム」、「変身ブーム」期に見られるような過激な立ち回り、アクションというものは顕著でなく、サイン会や怪獣ショーなど子供たちとの触れ合いを主体とした展示形式のものが多い。

## ブームの終息とその後
1967年（昭和42年）に入ると、新聞・週刊誌には各社の番組内容について「息切れ、マンネリである」などの表記が目立つこととなる。ブーム自体は1968年（昭和43年）には沈静化し、『ゲゲゲの鬼太郎』のアニメ・原作漫画の人気から起こった「妖怪ブーム」や、『巨人の星』などの漫画・アニメを中心とした「スポ根ブーム」にその座を奪われていった。
本家の円谷特技プロも『ウルトラセブン』を放映延長しながらも1968年秋で放映終了を決定したほか、円谷英二社長は「もう怪獣の時代じゃなくなった。思い切ってやめることにして、また宇宙へ帰してやろうと思う」とスタッフに語ったという。
映画界もさらなる斜陽化のあおりを受け、東宝も『怪獣総進撃』を最後に大作怪獣映画の制作を中止したほか、日活や松竹も怪獣映画は制作しなくなった。しかし、大映だけは大幅に予算を低減しながらも「ガメラシリーズ」を続行して安定した動員数を稼ぎ、末期の経営を支えた。
こうして巨大怪獣番組の新規制作がほぼ途絶えた一方、テレビではブーム期の作品の再放送が重ねられ、アトラクションショーも各地で催されるなど、「火種」そのものは残っていた。この再放送による次世代ファンの獲得は、3年後の「第二次怪獣ブーム（変身ブーム）」につながっていった。

## ブームを支えた裏方たち
当時、怪獣制作のノウハウは限られた技術者にしかなく、さまざまな造形者が各社に渡って過密なスケジュールの中、質の高いキャラクター作りに務めていた。
高山良策
「怪獣作りの名人」と呼ばれた前衛画家。『ウルトラQ』に始まる怪獣たちを手がけたブームの立役者。ピー・プロダクションや大映などの作品にも参加。
東宝特殊美術課
戦前からの歴史を持ち、利光貞三をチーフに、東宝の特撮映画全般の造形・美術を担当。業務提携下にあった円谷特技プロには、特撮小道具や怪獣などの貸与協力も行っていた。『ウルトラQ』・『ウルトラマン』のゴメスやリトラ、ジラースなどは、井上泰幸がゴジラやラドンを改造製作したもの。
開米栄三
1966年（昭和41年）に東宝特美課を退社し、入江義夫とともに『マグマ大使』の怪獣制作に参加、のち「開米プロダクション」を設立。「ガメラシリーズ」にも参加。ガッパやギララの造形指導も行う。
大橋史典
戦前から活躍した特殊造形家の草分け。『マグマ大使』のゴアや大使、アロンなどを制作、1967年（昭和42年）には元東宝の渡辺明が参加した、「日本特撮株式会社」の社長に就任し、『怪獣王子』を製作した。
エキスプロダクション
大映の美術チーフだった八木正夫が1966年（昭和41年）に設立、三上陸男、前沢範、この年東宝特美課を退社した村瀬継蔵らが参加。東映、大映、東宝、円谷など、各社にわたって活躍。

## 年次別主な代表作品

### 1966年
テレビ実写作品
ウルトラQ（1966年1月2日 - 7月3日）
テレビ怪獣番組の金字塔。映画用35mmフィルムを全編に使用し、制作期間に1年かけた破格の番組。白黒作品。
マグマ大使（1966年7月4日 - 1967年9月25日）
ピー・プロダクションが特撮テレビ番組に参加。日本初のカラー連続テレビ特撮番組。
ウルトラマン（1966年7月17日 - 1967年4月9日）
巨大変身ヒーローのエポック。最高視聴率は42％を超えた。カラー作品。
悪魔くん（1966年10月6日 - 1967年3月30日）
「妖怪もの」だが、ブームの影響を受け、巨大化する怪獣紛いの妖怪が登場する。白黒作品。
快獣ブースカ（1966年11月9日 - 1967年9月27日）
満田かずほによれば、等身大アトラクション・ショーから着想した企画。白黒作品。

映画作品
大魔神シリーズ
大怪獣決闘 ガメラ対バルゴン（4月17日）
大映が「大魔神」との「特撮2本立て」という、東宝にも叶えられなかった興行を行う。
海底大戦争（7月1日）
フランケンシュタインの怪獣 サンダ対ガイラ（7月31日）
ゴジラ・エビラ・モスラ 南海の大決闘（12月17日）
黄金バット（12月21日）
怪竜大決戦（12月21日）
「怪獣映画」の要素を加えた東映京都の時代劇。

### 1967年
テレビ実写作品
仮面の忍者 赤影（1967年4月5日 - 1968年3月27日）
東映京都制作。「怪忍獣」として、巨大な怪獣が多数登場。関西テレビ・東映テレビプロの初のカラー作品。
キャプテンウルトラ（1967年4月16日 - 9月24日）
「ウルトラマン」に次ぐ「タケダ空想科学シリーズ」として東映が製作。カラー作品。
忍者ハットリくん+忍者怪獣ジッポウ（1967年8月3日 - 1968年1月25日）
前年に東映京都が製作した「忍者ハットリくん」の、東映東京制作による続編。「忍者怪獣ジッポウ」がレギュラー入りする。白黒作品。
光速エスパー（1967年8月1日 - 1968年1月23日）
「月光仮面」で知られる宣弘社によるSFヒーローもの。東芝のイメージキャラクターでもある。カラー作品。
ウルトラセブン（1967年10月1日 - 1968年9月8日）
カラー作品。基本的には侵略宇宙人が登場し怪獣を送り込む。
怪獣王子（1967年10月2日 - 1968年3月25日）
アメリカ市場を狙い、東急エージェンシーの肝いりで設立された「日本特撮株式会社」が制作。カラー作品。
ジャイアントロボ（1967年10月11日 - 1968年4月1日）
実写巨大ロボットヒーローの元祖。カラー作品。

テレビアニメ作品
ちびっこ怪獣ヤダモン（1967年10月2日 - 1968年3月25日）
アニメと実写の合成を採り入れた異色作品。
おらぁグズラだど（1967年10月7日 - 1968年9月25日）

映画作品
大怪獣空中戦 ガメラ対ギャオス（3月15日）
サイボーグ009 怪獣戦争（3月19日）
宇宙大怪獣ギララ（3月25日）
松竹が怪獣映画に参入。
大巨獣ガッパ（4月22日）
日活が怪獣映画に参入。
キングコングの逆襲（7月22日）
東宝創立35周年記念映画。『キングコング対ゴジラ』以来となる東宝のキングコング映画であったが、若年層には同時上映の『長篇怪獣映画ウルトラマン』の方が人気であったとされる。
怪獣島の決戦 ゴジラの息子（12月16日）
ゴジラの息子ミニラが登場するなど、ファミリー向け要素が強化された。

### 1968年
テレビ実写作品
戦え!マイティジャック（ 1968年7月6日 - 12月28日）
後半に「なんでもぞくぞくシリーズ」として怪獣キャラクターが多数登場。カラー作品。

映画作品
ガメラ対宇宙怪獣バイラス（3月20日）
怪獣総進撃（8月1日）
東宝が「怪獣映画」の総決算を期して製作したとされる。